# Das Beste aus meinem Leben
Das Beste aus meinem Leben ist eine Fernsehserie der ARD im Vorabendprogramm, basierend auf den Kolumnen von Axel Hacke. Produziert wurde sie 2006 vom WDR durch Mario Krebs, Pro GmbH. 2006 wurde die erste Staffel der Serie im Vorabendprogramm der ARD ausgestrahlt.

## Inhalt
Angelehnt an die erfolgreiche Kolumne von Axel Hacke im Süddeutsche Zeitung Magazin,  erzählt die Serie ironisch liebevoll vom Familienalltag des Journalisten und Familienvaters Max Miller.

## DVD
Gleichzeitig mit dem Serienstart erschienen alle Folgen auch auf DVD im Pixis Medien DVD-Verlag.